# 泰尔嫩戈
泰尔嫩戈（義大利語：Ternengo），是意大利比耶拉省的一个市镇。总面积2平方公里，人口294人，人口密度147.0人/平方公里（2009年）。ISTAT代码为096067。